# Каполивери
Каполѝвери (на италиански: Capoliveri) е град и община в Централна Италия, провинция Ливорно, регион Тоскана. Разположен е на 167 m надморска височина. Населението на общината е 4066 души (към 2018 г.).
Това е една от седемте общини в острова Елба.